# Associazione Sportiva Dilettantistica Mozzanica 2010-2011
Questa voce raccoglie le informazioni riguardanti l'Associazione Sportiva Dilettantistica Mozzanica nelle competizioni ufficiali della stagione 2010-2011.

## Rosa
| N. |                   | Ruolo | Calciatrice         |
| -- | ----------------- | ----- | ------------------- |
|    | Italia (bandiera) | P     | Francesca Cavagna   |
|    | Italia (bandiera) | P     | Alessia Gritti      |
|    | Italia (bandiera) | D     | Maruska Bernardi    |
|    | Italia (bandiera) | D     | Jenny Dossi         |
|    | Italia (bandiera) | D     | Ilaria Lazzari      |
|    | Italia (bandiera) | D     | Angela Locatelli    |
|    | Italia (bandiera) | D     | Moira Mistrini      |
|    | Italia (bandiera) | D     | Marianna Rota       |
|    | Italia (bandiera) | D     | Francesca Sampietro |
|    | Italia (bandiera) | D     | Giorgia Spinelli    |
|    | Italia (bandiera) | D     | Francesca Tonani    |
|    | Italia (bandiera) | C     | Federica Fumagalli  |

| N. |                   | Ruolo | Calciatrice        |
| -- | ----------------- | ----- | ------------------ |
|    | Italia (bandiera) | C     | Claudia Mauri      |
|    | Italia (bandiera) | C     | Giulia Nasuti      |
|    | Italia (bandiera) | C     | Elisa Perini       |
|    | Italia (bandiera) | C     | Veronica Rizzo     |
|    | Italia (bandiera) | C     | Giulia Rizzon      |
|    | Italia (bandiera) | C     | Andrea Scarpellini |
|    | Italia (bandiera) | A     | Laura Bianchi      |
|    | Italia (bandiera) | C     | Caterina Franzosi  |
|    | Italia (bandiera) | A     | Chiara Piccinno    |
|    | Italia (bandiera) | A     | Stefania Tarenzi   |
|    | Italia (bandiera) | C     | Chantal Trezzi     |

## Risultati

### Serie A

#### Girone di andata
| Arbitro: | Sergio Posado (Schio) |

|                                  |           |              |
| Lotto 2’ Capovilla 28’ Turra 50’ | Marcatori | 59’ Piccinno |

| Arbitro: | Patrick Sanfilippo (Catania) |

|                 |           |                                        |
| Piva 40’ (rig.) | Marcatori | 3’ Bonetti 26’, 48’ Riboldi 29’ Parisi |

| Arbitro: | Nicolò Sprezzola (Mestre) |

|                         |           |                                   |
| Girelli 39’, 47’ (rig.) | Marcatori | 7’, 12’, 27’ Tarenzi 89’ Piccinno |

| Arbitro: | Vincenzo Marrazzo (Lecco) |

|                                            |           |               |
| Piccinno 15’, 57’ Perini 34’ Pignedoli 90’ | Marcatori | 69’ Sampietro |

| Arbitro: | Daniel Amabile (Vicenza) |

|                                            |           |  |
| Alborghetti 21’ Sabatino 53’, 88’ Boni 78’ | Marcatori |  |

| Arbitro: | Davide Oggioni (Monza) |

|                                                    |           |                        |
| Perini 6’, 87’ Tarenzi 17’, 47’ Piva 65’ Ricco 70’ | Marcatori | 80’ Lanzieri 88’ Zorri |

| Arbitro: | Gianni Corona (Oristano) |

|                                                  |           |  |
| Domenichetti 5’ Fuselli 11’, 82’ Panico 30’, 47’ | Marcatori |  |

| Arbitro: | Andrea Giuseppe Zanonato (Vicenza) |

|              |           |                               |
| Piccinno 92’ | Marcatori | 13’ Colzi 56’ Prost 84’ Mason |

| Mortegliano 2 febbraio 2011 9ª giornata | Chiasiellis                   | 0 – 0 referto | Mozzanica | Stadio Comunale\| Arbitro: \| Fabrizio Marchetti (Tolmezzo) \| |
| Arbitro:                                | Fabrizio Marchetti (Tolmezzo) |               |           |                                                                |

| Arbitro: | Giampaolo Mantelli (Brescia) |

|                                                     |           |  |
| Tarenzi 1’, 22’, 68’ Ricco 37’, 62’, 66’ Perini 42’ | Marcatori |  |

| Arbitro: | Giorgio Natale Pretalli (Crema) |

|                                                                    |           |              |
| Fumagalli 44’ Ricco 60’ Tarenzi 67’ Piva 70’ Perini 75’ Rizzon 79’ | Marcatori | 54’ Manzella |

| Arbitro: | Michela Grotto (Schio) |

|           |           |                           |
| Warger 9’ | Marcatori | 18’ Fumagalli 43’ Tarenzi |

| Arbitro: | Diego Provesi (Treviglio) |

|                                   |           |              |
| Tarenzi 16’ Rizzon 80’ Perini 93’ | Marcatori | 31’ Marchese |

#### Girone di ritorno
| Arbitro: | Nicola Andreoli (Brescia) |

|                                                  |           |  |
| Fumagalli 14’ Tarenzi 20’ Piccinno 68’ Ricco 88’ | Marcatori |  |

| Arbitro: | Sergio Posado (Schio) |

|                                        |           |          |
| Mauro 2’ Riboldi 60’ Nhaga Bissoli 61’ | Marcatori | 61’ Rota |

| Arbitro: | Fabrizio Lombardo (Sesto San Giovanni) |

|              |           |  |
| Piccinno 46’ | Marcatori |  |

| Arbitro: | Claudio Gualtieri (Asti) |

|                              |           |                          |
| Bonansea 42’, 47’ Cerato 79’ | Marcatori | 85’ Tarenzi 90’ Piccinno |

| Arbitro: | Giuseppe Maria Giordano (Lodi) |

|  |           |                           |
|  | Marcatori | 9’ Sabatino 75’ Previtali |

| Arbitro: | Aristide Capraro (Cassino) |

|  |           |                                                             |
|  | Marcatori | 20’ Mauri 56’, 77’ Perini 70’, 79’ Piccinno 73’ (rig.) Piva |

| Arbitro: | Luigi Pezzi (Lodi) |

|  |           |                                                                               |
|  | Marcatori | 9’ Domenichetti 17’, 43’ Parejo 30’ (rig.) Manieri 73’ Panico 75’ (aut.) Rota |

| Arbitro: | Graziella Pirriatore (Bologna) |

|                  |           |                                                     |
| Mauri 87’ (aut.) | Marcatori | 5’ Fumagalli 8’, 58’ Piccinno 22’ Perini 47’ Trezzi |

| Arbitro: | Andrea Zingrillo (Verona) |

|                         |           |                  |
| Piccinno 40’ Perini 63’ | Marcatori | 57’ Vicchiarello |

| Arbitro: | Francesco Fourneau (Roma) |

|  |           |                                    |
|  | Marcatori | 15’ Fumagalli 77’ Mauri 80’ Trezzi |

| Arbitro: | Giovanni Nicoletti (Catanzaro) |

|                                                |           |                                        |
| Manzella 5’, 27’ Cianci 80’, 85’ Minciullo 95’ | Marcatori | 48’, 59’ Trezzi 58’ Mauri 70’ Piccinno |

| Arbitro: | Nicola Andreoli (Brescia) |

|                                        |           |                                                  |
| Mauri 5’ Ferrari 31’ (aut.) Perini 73’ | Marcatori | 16’, 58’ Tonelli 80’ Righi 93’ Salvatori Rinaldi |

| Arbitro: | Vincenzo Fiorini (Frosinone) |

|           |           |                               |
| Pasqui 3’ | Marcatori | 54’ Piva 73’ Trezzi 79’ Mauri |

### Coppa Italia

#### Terzo turno
| 3 ottobre 2010 | Como 2000 | 1 – 5 | Mozzanica |  |

#### Ottavi di finale
| Arbitro: | Matteo Bolsi (Parma) |

|                           |           |                       |
| Boni 25’, 75’ Cernoia 65’ | Marcatori | 16’ Ricco 28’ Tarenzi |

## Statistiche

### Statistiche di squadra
| Competizione | Punti | In casa | In casa | In casa | In casa | In casa | In casa | In trasferta | In trasferta | In trasferta | In trasferta | In trasferta | In trasferta | Totale | Totale | Totale | Totale | Totale | Totale | DR  |
| Competizione | Punti | G       | V       | N       | P       | Gf      | Gs      | G            | V            | N            | P            | Gf           | Gs           | G      | V      | N      | P      | Gf     | Gs     | DR  |
| ------------ | ----- | ------- | ------- | ------- | ------- | ------- | ------- | ------------ | ------------ | ------------ | ------------ | ------------ | ------------ | ------ | ------ | ------ | ------ | ------ | ------ | --- |
| Serie A      | 43    | 13      | 8       | 0       | 5       | 38      | 25      | 13           | 6            | 1            | 6            | 31           | 28           | 26     | 14     | 1      | 11     | 69     | 53     | +16 |
| Coppa Italia | -     | 0       | 0       | 0       | 0       | 0       | 0       | 2            | 1            | 0            | 1            | 7            | 4            | 2      | 1      | 0      | 1      | 7      | 4      | +3  |
| Totale       | -     | 13      | 8       | 0       | 5       | 38      | 25      | 15           | 7            | 1            | 7            | 38           | 32           | 28     | 15     | 1      | 12     | 76     | 57     | +19 |